# Trubačovití
Trubačovití (Psophiidae) je čeleď ptáků z řádu krátkokřídlých. Trubači se vyskytují v pralesích v severních oblastech Jižní Ameriky. Jedná se o tmavě zbarvené ptáky střední velikosti s velkýma očima, dlouhýma nohama a krkem. Živí se převážně ovocem, které sbírají na zemi deštného pralesa. Trubači mají zvláštní rozmnožovací systém označovaný jako kooperativní polyandrie, kdy v rámci skupiny trubačů se dominantní samice páří s dominantním samcem, avšak s inkubací a výchovou mláďat pomáhá zajišťovat celá skupina o třech až několika desítkách jedinců.

## Systematika
V rámci trubačovitých se rozlišuje pouze jeden rod, a sice Psophia. Tento rod vytyčil v roce 1758 Carl Linné v 10. edici svého veledíla Systema Naturae. V rámci tohoto rodu Linné rozeznával pouze jeden druh Psophia crepitans. Název rodu pochází ze starořeckého psophos, což znamená „hluk“. Čeleď trubačovitých náleží do řádu krátkokřídlých.
Počet ptačích druhů v rámci čeledi trubačovitých je předmětem pokračujících debat taxonomistů. Tradičně se v rámci trubačů rozeznávají 3 druhy. Studie morfologie trubače zelenokřídlého (Psophia viridis) však navrhla tento taxon rozdělit hned na 3 druhy. Studie z roku 2010 pak dokonce navrhla rozdělit trubačovité do 8 druhů, z čehož by 4 druhy byly v druhovém komplexu P. crepitans a 4 v komplexu P. viridis.
V závislosti na taxonomickém zdroji se tak rozeznává 3–8 druhů trubačů. Mezinárodní ornitologická unie rozeznává k roku 2023 pouze následující 3 druhy:
- trubač agami (Psophia crepitans) Linnaeus, 1758
- trubač bělokřídlý (Psophia leucoptera) Spix, 1825
- trubač zelenokřídlý (Psophia viridis) Spix, 1825

## Popis

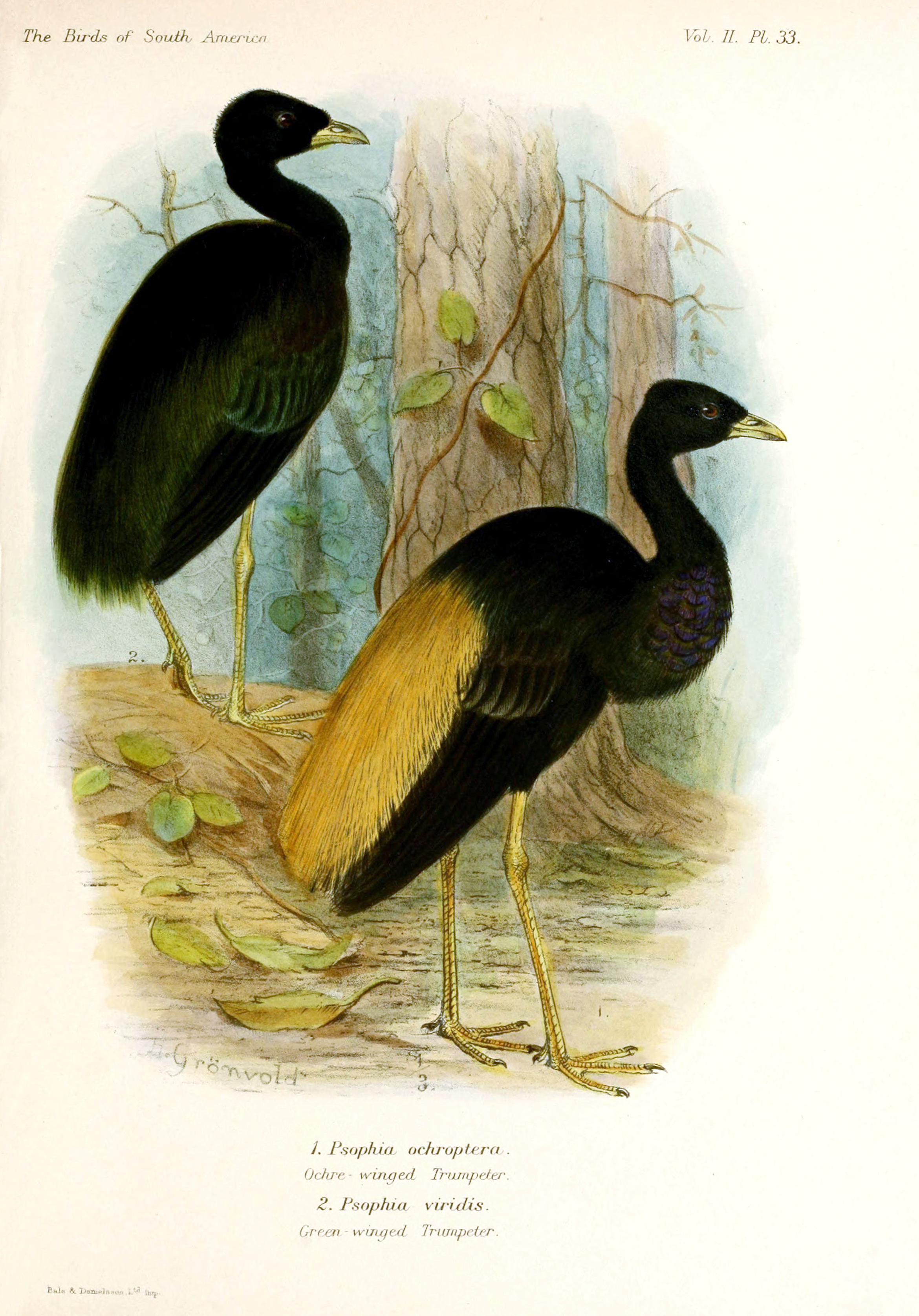
P. ochroptera (nahoře) a P. viridis (dole)

Trubači jsou středně velcí ptáci o délce těla 45–52 cm a s váhou kolem 1–1,5 kg. Mají statné tělo s malou hlavou a dlouhýma nohama. Svůj dlouhý krk mívají obyčejně stočený do písmene S. Křídla mívají většinou volně složená, takže trochu vyčnívají nad hřbet, což dává trubačům poněkud shrbenou podobu. Opeření na hlavě a krku je jen velmi krátké, takže připomíná spíše sametovou srst než peří. Peří je většinou černé, na spodní straně krku a na krovkách je bronzově, zeleně nebo fialově iridiscentní. Oči jsou tmavé a velké, což jim dává dobrý zrak pro hledání spadlého ovoce v šeru spodních pater hustého pralesa. Jejich tmavý zobák je statný, krátký a zahnutý směrem dolů.

## Biologie
Živí se převážně ovocem, částečně i bezobratlými živočichy. Výjimečně mohou pozřít i menšího obratlovce. Vzhledem k tomu, že trubači jsou jen velmi slabými letci, sbírají ovoce pouze ze země. Jejich evoluční historie je proto spjata se zvířaty, která tato ovoce shazují na zem jako jsou chápani z rodu Ateles. Trubači jsou známí svým výrazným zvukovým projevem, kterým se často ozývají v blízkosti lidských sídel, do kterých nezřídka zavítávají. Tento táhlý, hlasitý zvukový projev vzdáleně připomíná trubku (odtud název trubači). Za jejich pronikavý hlas může jejich dlouhá, stočená průdušnice, která se ještě vyskytuje i u blízce příbuzných jeřábů. V případě vyrušení raději odběhnou než odletí. Slabou schopnost letu využívají typicky jen k vylétávání na větev stromu do výše kolem 10 m, kde hřadují a hnízdní.

### Hnízdění

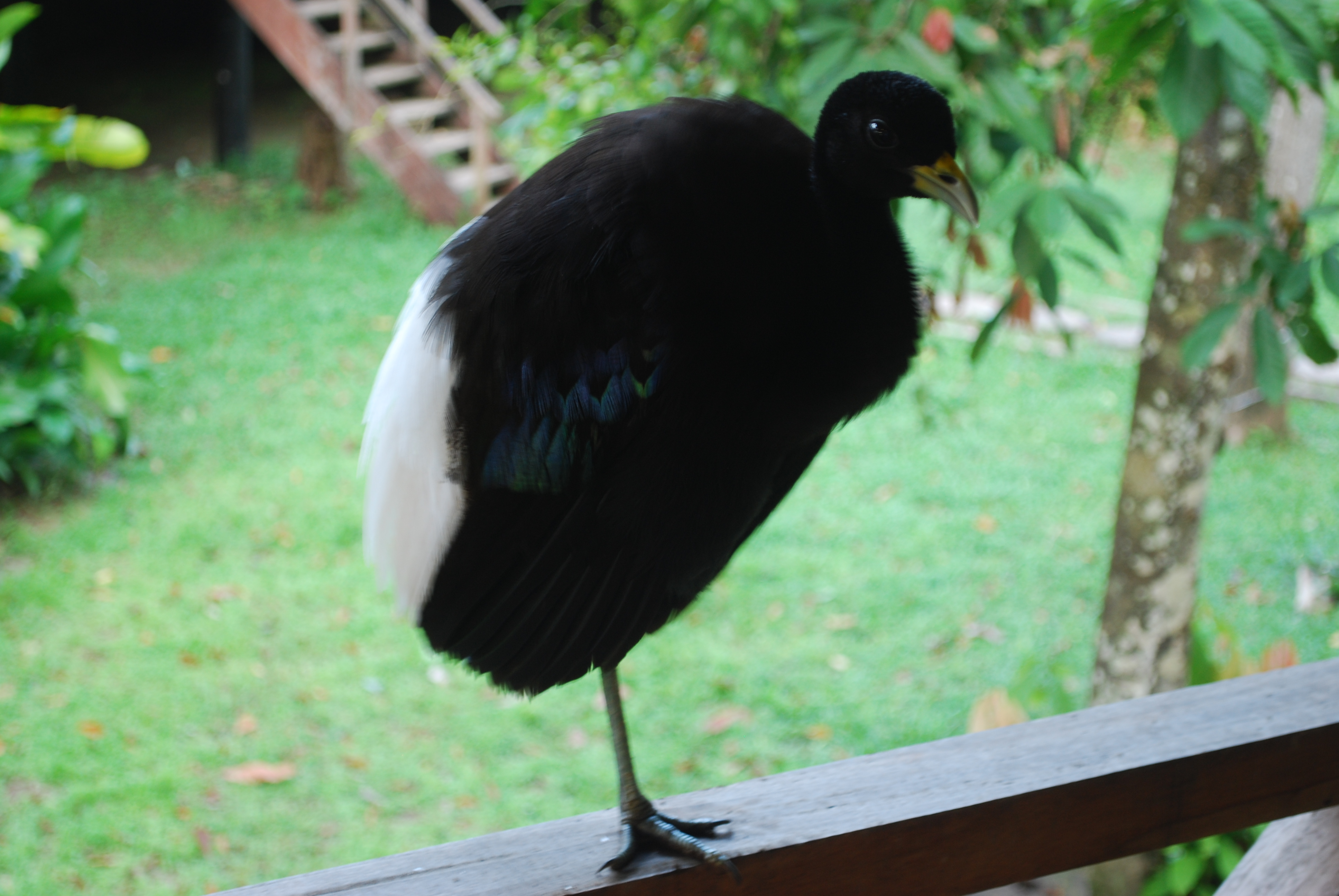
Trubač bělokřídlý

Rozmnožovací systém trubačů je poměrně unikátní a v literatuře se označuje jako kooperativní polyandrie (cooperative polyandry). V rámci menší sociální skupiny se dominantní samice páří s dominantním samcem, a poté i se subdominantními samci. Dominantní pár přitom zabraňuje subdominantním samicím v páření se samci. Dominantní samice po spáření klade 2 až 3 vejce do přirozené či jiným druhem vydlabané stromové dutiny. Hnízdo nestaví. Inkubace trvá 28 dní a podílí se na ní vedle dominantního páru i subdominantní samci. Prekociální mláďata opouští hnízdo do dne po vyklubání, avšak alespoň po další tři týdny jsou krmena dominantním párem, subdominantními samci a částečně i subdominantními samicemi. Mláďata začínají postupně hledat potravu sama a k úplné potravní samostatnosti dochází až ve věku tří měsíců.
Tento typ rozmnožovacího systému se patrně vyvinul jako odpověď na environmentální podmínky, konkrétně predátorství a období sucha. Během období sucha je v pralese jen velmi malé množství ovoce a aby trubači byli schopni ubránit svá teritoria, potřebují samice nalákat vícero samců. Predátoři zase mají na svědomí kolem poloviny mláďat trubačů. Výchova mláďat ve skupině tak patrně zvyšuje jejich šance na přežití.

## Výskyt

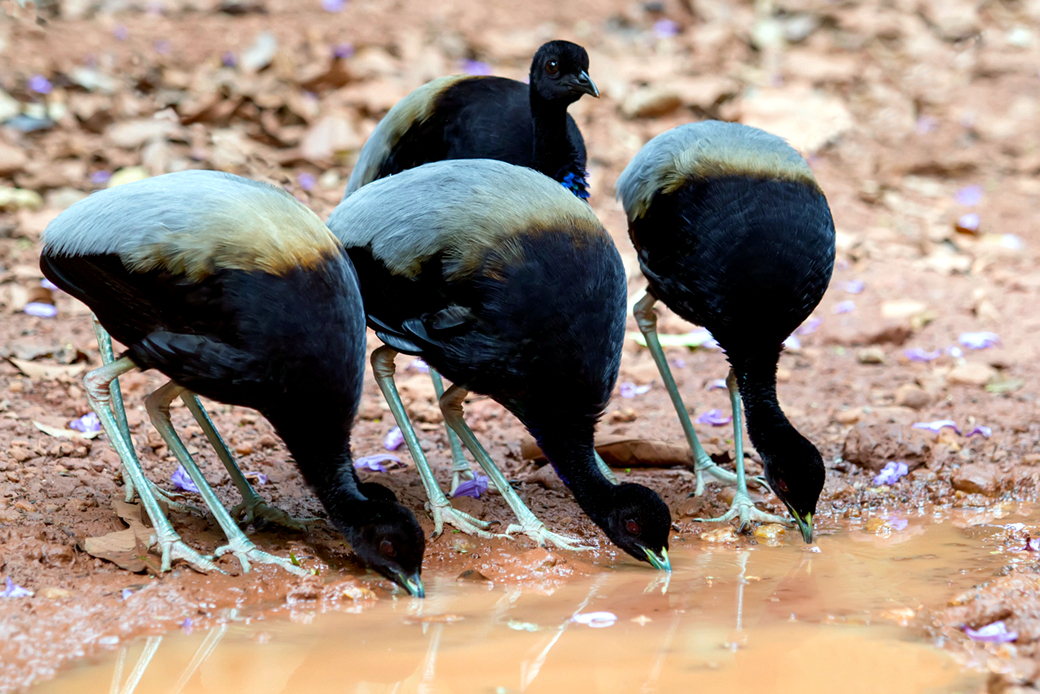
Skupinka trubačů agami

Trubači žijí v nížinatých tropických deštných lesích v severní polovině Jižní Ameriky (Venezuela, Kolumbie, Ekvádor, Peru, Bolívie, Brazílie, Guiany). Těžiště jejich výskytu se nachází v povodích Amazonky a Orinoka. Klíčový je pro trubače výskyt ovoconosných stromů, které jim poskytují primární zdroj potravy.

## Ohrožení a vztah k lidem
Trubači jsou ohrožení hlavně ztrátou přirozeného prostředí. Vedle odlesnění Amazonského pralesa je ohrožuje i fragmentace krajiny, která vede k lepší dostupnosti nových oblastí a zvýšenému lovu. Trubači jsou s oblibou loveni hlavně v noci – lovec nejdříve oslní jedince silným světlem, načež paralyzovaného ptáka uloví. Pro lovce je pak snadné ulovit i další jedince ze skupiny, protože trubači díky silným sociálním vazbám zůstávají v blízkosti zraněného nebo mrtvého jedince.
Trubači jsou často chováni jako domácí mazlíčci. Některé vesnické komunity trubače používají jako hlídače slepičích kurníků, jelikož trubači upozorňují na přítomnost predátorů (např. hadů) svým hlasitým hlasem. Některé brazilské kmeny považují trubače za své spirituální předky.